# LOS40
LOS40 (conhecida anteriormente como Los 40 Principales) é uma rede contemporary hit radio criada na Espanha e presente em muitos países da América Latina. É a estação de música mais popular e importante na Espanha com cerca de três milhões de ouvintes. Fundada em 1966, antes de ser uma rede de emissoras, LOS40 nasceu como um programa musical em outra rede, a Cadena SER, também de propriedade do Grupo Prisa, até se tornar independente e constituir a sua rede própria de emissores em 1979. Em 2006 celebrou seu 40º aniversário e mais tarde, em 2016, o seu 50º aniversário, com nova logo e novo slogan, em inglês: "Music Inspires Life". Mais tarde, em 2019, apostou-se novamente no slogan em espanhol que havia sido utilizado durante alguns anos: “Todos Los Éxitos”. 
Possui 138 estações locais em todo o território espanhol e em Andorra, além de filiais em países de língua espanhola, como Argentina, Colômbia, Costa Rica, Chile, México, Panamá, Paraguai e República Dominicana. Os principais gêneros musicais tocados nesta rádio são o pop, pop rock, pop latino e dance music. 
É considerada uma marca de grande dimensão e a prova disso é a força das outras estações que compõem o "Universo LOS40". De acordo com o último Estudio General de Medios (EGM), LOS40 tem 2.783.000 ouvintes diários, LOS40 Classic tem mais de 706.000 ouvintes diários, LOS40 Dance tem 57.000 ouvintes e LOS40 Urban, com apenas um ano de idade, é a rádio urbana que obtém um maior crescimento, com 403.000 ouvintes. No total, a comunidade LOS40 tem 3.801.000 ouvintes diários e 8.593.000 ouvintes mensais. 
Por fim, a LOS40 é também uma referência para a música ao vivo graças aos diferentes concertos, palcos, festivais e prémios de música realizados anualmente, “LOS40 Music Awards”.